# كارل برومباف
كارل برومباف (بالإنجليزية: Carl Brumbaugh)‏ هو لاعب كرة قدم أمريكية أمريكي، ولد في 22 سبتمبر 1906 في وست ميلتون في الولايات المتحدة، وتوفي في 24 أكتوبر 1969 بسبب نوبة قلبية.

## وصلات خارجية
- كارل برومباف على موقع مرجع كرة القدم المحترفة.كوم (الإنجليزية)